# Епархия Абернети
Епархия Абернети (лат. Dioecesis Abaritana) — упразднённая епархия, в настоящее время титулярная епархия Римско-Католической церкви.

## История
Современная титулярная епархия Абернети является преемницей исторической католической епархии, которая существовала до XI века на территории современного графства Пертшир, Шотландия. Епархия с центром в Абернети была учреждена Святым Престолом около 800 года и около 1050 года была упразднена.
С 1974 года епархия Абернети является титулярной епархией Римско-Католической церкви.

## Титулярные епископы
- епископ Владислав Бобовский (23.12.1974 — по настоящее время).